# Je vous ai toujours aimé
Pour plus de détails, voir Fiche technique et Distribution.
Je vous ai toujours aimé (I've Always Loved You) est un film américain réalisé par Frank Borzage et sorti en 1946.

## Synopsis
Leopold Goronoff, lors d'une audition, remarque le talent de Myra Hassman, une jeune pianiste. Il la prend sous sa coupe, et elle devient vite amoureuse de son maître en silence. Très vite, son succès se fait grandissant et porte ombrage à Goronoff. Myra épouse George Sampter, un ami d'enfance, dont elle a une fille. Cette dernière devient, elle aussi, une grande pianiste et doit jouer sous la direction d'un élève de Goronoff...

## Fiche technique
- Titre : Je vous ai toujours aimé
- Titre original : I've Always Loved You
- Réalisation : Frank Borzage
- Scénario : Borden Chase, d'après son histoire
- Chef opérateur : Tony Gaudio (Technicolor)
- Musique : Walter Scharf
- Montage : Richard L. Van Enger
- Décors : Ernst Fegté
- Producteur : Frank Borzage
- Société de production : Republic Pictures
- Durée : 117 minutes
- Date de sortie :
  - États-Unis : 2 décembre 1946

## Distribution
- Philip Dorn : Leopold Goronoff
- Catherine McLeod : Myra Hassman
- Bill Carter : George Sampter
- Maria Ouspenskaya : Mme Goronoff
- Felix Bressart : Frederick Hassman
- Elizabeth Patterson : Mrs. Sampter
- Vanessa Brown : Georgette 'Porgy' Sampter
- Lewis Howard : Michael Severin
- Adele Mara : Señorina Fortaleza
- Gloria Donovan
- Stephanie Bachelor
- Cora Witherspoon : Edwina Blythe
- Fritz Feld : Nicholas Kavlun
- Arthur Rubinstein : lui-même

Acteurs non crédités :
- Charles Coleman : Majordome
- John Mylong : Impresario